# Navezze
Navezze (Naéze in dialetto bresciano) è una frazione di Gussago in Franciacorta nella provincia di Brescia, situata a nord rispetto a Gussago, nella "Val del Patös" , sulla strada che conduce a Brione e Civine. Nel Medioevo era famosa per i numerosi mulini a vento, le cui tracce, risalenti al X secolo, si possono ritrovare negli archivi del Museo di Santa Giulia di Brescia. Dal boom economico degli anni sessanta viene nominata “La capitale dello spiedo” per la comparsa di numerose trattorie che preparano carni alla brace.

## San Vincenzo, il patrono
Il patrono di Navezze è San Vincenzo Ferreri . A discapito della data di morte, la festa del patrono si tiene il 15 giugno, data della morte di San Vito, al quale è dedicata la parrocchia. Durante la cerimonia il simulacro viene portato in processione per la contrada a partire da via Carrebbio, zona una volta nota come “Put dè fèr” (Ponte di ferro), per poi discendere sino alla località Fossa facendo poi ritorno al campo sportivo di via Seriola. La processione si conclude alla chiesa della frazione, edificio ecclesiastico del 1445, restaurata in stile settecentesco. Sino agli anni sessanta del Novecento la statua del Santo rimaneva sempre coperta da un drappo di colore scuro; solo raramente ed eccezionalmente veniva scoperta per svelare le sembianze del santo, unicamente in casi quali la festa del patrono, il 15 giugno, oppure per i fedeli di Navezze che versavano in gravi situazioni di salute o in pericolo di morte. In quest'ultima occasione il drappo che rivestiva il simulacro veniva tolto e un particolare rintocco di campane dava avviso a tutta la contrada. Gli abitanti di Navezze, comprendevano il dramma dallo specifico rintocco e le attività quotidiane venivano interrotte. In chiesa poi, sul lato sinistro dell'altare, veniva posta la reliquia del santo tra due candele accese. In sostanza, in presenza del dolore si familiarizzava, si solidarizzava, anche solo per alleviare le pene del malato o del sofferente tramite San Vincenzo, taumaturgo.

## Trattorie
La località di Navezze è rinomata per le numerose trattorie, dove gustare il tipico spiedo bresciano a base di “Oséi” (uccellini di stagione) , “Mumbulì” (rotolini di coppa di suino avvolti in una foglia di salvia) e naturalmente la polenta, alimento invernale a base di farina gialla tipico di tutto il nord est.

## Sorgenti naturali
Sono presenti due fonti naturali d'acqua sorgente ("El Gurt", il gordo) e il Faido, quest'ultima famosa per il ritrovo annuale degli Alpini di tutta Italia.

### “Il Gùrt”
Il “Gùrt” (Il Gordo) è una sorgente della valle di Navezze (in zona via Carrebbio) alquanto ricca d'acqua anche durante il periodo estivo.
Da questo sito deriva la seriola “Serioletta”, fosso o canale che un tempo poneva in moto le ruote dei cinque mulini di Navezze:
“La presenza dell'acqua, che si fa notare per il torrente o per residui di seriola, rievoca i famosi mulini della valle, rumorosi di fervida attività almeno fin dal XVI secolo: quello della famiglia eredi Zanotti (Zanutì), di fronte alla val Morta-vicolo Mincio.”
L'acqua della “Serioletta”, proveniente dal Gùrt, alimenta i due sbocchi d'acqua della fontana che si trova in via San Vincenzo a Navezze, all'interno della proprietà Gozio/Togni. 
Il mormorio dell'acqua che sgorga è stato il leitmotiv per la comunità della corte: i bambini nati in questo cortile hanno imparato ad ascoltare il delicato suono dei due getti e quello ben più preoccupante della piena. L'acqua sgorgante sulla bella fontana in pietra scendeva per caduta libera dalla sovrastante Serioletta, alimentando così la ruota del mulino.

### Il Faido
Il Faido è una sorgente della valle di Navezze (anch'essa in zona via Carrebbio); situata sul sentiero che sale il monte partendo dalla “Canal”. Il Gruppo di Gussago dell'Associazione Nazionale Alpini (ANA), in collaborazione con il Comune di Gussago, ogni estate (normalmente verso la fine di luglio) presenta la tradizionale escursione, giunta alla trentesima edizione.